# Revulsione
Per revulsione si intende un'irritazione dei tessuti superficiali provocata terapeuticamente al fine di aumentare l'afflusso sanguigno alla regione o per decongestionare i tessuti profondi.
La revulsione può essere praticata tramite l'applicazione di speciali farmaci revulsivi, ultrasuoni o con strumenti meccanici (si annoverano fra questi gli strumenti da agopuntura)